# Джаґміт Сінґг
Джаґміт Сінґг (англ. Jagmeet Singh; 2 січня 1979, Скарборо) — канадський політик і юрист, лідер Нової демократичної партії з 2017 до 2025 року.

## Життєпис
Джаґміт Сінґг народився 2 січня 1979 року в Скарборо  передмісті Торонто, в сім'ї іммігрантів-сикхів з Пенджабу на півночі Індії, старшим з трьох дітей. Він виріс у Віндзорі — місті, що межує з Детройтом у Сполучених Штатах. В юності він зазнав расизму та сексуального насильства з боку свого тренера, а також мав клопоти з батьком-алкоголіком, який проявляв жорстокість у сім'ї. Під впливом цих викликів він став активним у боротьбі з дискримінацією та соціальною несправедливістю.
Після закінчення середньої школи Джаґміт Сінґг переїхав до Лондона, Онтаріо, де здобув юридичну освіту. Під час навчання він долучався до правозахисних ініціатив і поступово перейшов від активізму до політики. У 2011 році він розпочав свою політичну кар'єру як перший член парламенту провінції Онтаріо, який носив тюрбан. Він був на цій посаді до 2017 року.
У 2017 році він став лідером Нової демократичної партії, а в 2019 році — членом парламенту Канади від виборчого округу Бернабі-Саут. Він підтримує вимоги щодо підвищення мінімальної заробітної плати, прогресивного оподаткування, оподаткування великих корпорацій (включаючи інтернет-корпорації), муніципального житла, універсальної системи охорони здоров'я, рівності ЛГБТ+, захисту довкілля та боротьби з расизмом.
У 2021 році його партія була четвертою за величиною в канадському парламенті, а він сам був найпопулярнішим національним політиком згідно з опитуваннями громадської думки. Його також вважали дуже стильним, його навіть запросили до фотосесії для журналу GQ.
Після значного програшу на загальних виборах 2025 року Джаґміт Сінґг подав у відставку з посади голови НДП.
Його брат Ґурратан Сінґг був членом парламенту штату Онтаріо з 2018 до 2022 року.

## Щодо України
На початку повномасштабного вторгнення Сінґг закликав уряд Канади засудити агресію Росії, накласти на неї санкції за посередництвом Закону Магнітського та інших засобів, а також суттєво знизити бар'єри для тимчасового перебування українців, щоб уникнути ситуацій, які були при виході західних миротворців з Афганістану та пізніше неодноразово висловлював підтримку Україні.

## Виноски
1. ↑  http://www.huffingtonpost.ca/2017/01/02/jagmeet-singh-ndp-leadership-ontario-mpp_n_13832878.html
2. ↑  Бібліотека парламенту — 1876.
3. 1 2 3  https://www.elections.ca/content.aspx?section=res&dir=rep/off/44gedata&document=index&lang=e — Elections Canada.
4. 1 2 3  https://www.flare.com/news/jagmeet-singh-instagram/
5. ↑  https://www.cbc.ca/news/canada/video-ontario-ndp-s-singh-throws-heck-of-a-victory-rally-1.1089643
6. ↑  https://www.ctvnews.ca/politics/federal-ndp-leader-jagmeet-singh-resigns-seat-in-ontario-legislature-1.3642030
7. ↑  https://www.ourcommons.ca/members/en/jagmeet-singh(71588)
8. 1 2 3 4  Jagmeet Singh | The Canadian Encyclopedia
9. 1 2 3 4 5 6  , Mike Urbaniak, "Because it’s 2021. Kanadyjska polityka ma nową gwiazdę"
10. ↑  NDP Leader Jagmeet Singh on Russian invasion of Ukraine – February 24, 2022//cpac (англ.)
11. ↑  Jagmeet singh calls for help for Ukraine in letter to Prime Minister//NDP,  March 7th, 2022